# Donatas Slanina
Donatas Slanina (ur. 23 kwietnia 1977 w Szawlach) – litewski koszykarz, występujący na pozycji rzucającego obrońcy, mistrz Europy z 2003, po zakończeniu kariery zawodniczej – trener koszykarski.

## Życiorys
MVP finałów PLK 2007 w barwach Prokomu. Klasyczny rzucający obrońca, znakomity strzelec z dystansu, który podczas całej swojej kariery notuje średnio ponad 40% skuteczności w rzutach za 3 punkty. Typowy przedstawiciel litewskiej szkoły koszykówki, potrafi równie dobrze grać w ataku, jak pomagać drużynie w obronie. Najgroźniejszy jest w grze bez piłki, kiedy ucieka obrońcom i szuka wolnego miejsca do oddania rzutu, ale potrafi też grać 1x1 i mijać swego przeciwnika w drodze do kosza. Dobrze zbudowany, silny i sprawny, świetnie wyprowadza i wykańcza kontrataki.
W jednym z meczów w barwach Prokomu trafił 10 rzutów za 3pkt na 13 oddanych.

## Osiągnięcia
Na podstawie, o ile nie zaznaczono inaczej.
Drużynowe
- Mistrz:
  - Litwy (2001)
  - Polski (2007, 2008)
  - II ligi włoskiej (2012)
- Wicemistrz:
  - Ligi Północnoeuropejskiej (2001)
  - Litwy (2000, 2002)
- Zdobywca pucharu Polski (2008)
- Finalista 
  - pucharu:
    - Litwy (1998)
    - Polski (2007)

  - superpucharu Polski (2007)
- Brąz pucharu Hiszpanii (2004)

Indywidualne
- MVP finałów mistrzostw Polski (2007)
- Zaliczony do I składu PLK (2007)
- Uczestnik meczu gwiazd ligi:
  - litewskiej (1999, 2001, 2002)
  - hiszpańskiej (2003)
  - polskiej (2008)
  - konkursu rzutów za 3 punkty:
    - podczas turnieju McDonald’s Championship (1999 – 3. miejsce)
    - PLK (2008)
    - hiszpańskiej ligi ACB (2005 – 2. miejsce)
- Zwycięzca konkursu rzutów za 3 punkty ligi litewskiej LKL (2001)
- Lider:
  - PLK w skuteczności rzutów wolnych (2008)
  - play-off PLK w liczbie zdobytych punktów (277 – 2007)
  - ligi litewskiej LKL w skuteczności rzutów za 3 punkty (50% – 2000)[6]

Reprezentacja
- Mistrz Europy (2003)
- Wicemistrz turnieju FIBA Diamond Ball (2004)
- Uczestnik:
  - igrzysk olimpijskich (2004 – 4. miejsce)
  - mistrzostw:
    - Europy:
      - 2001 – 12. miejsce, 2003
      - U–22 (1998 – 8. miejsce)

    - świata U–22 (1997 – . miejsce)

  - uniwersjady (1999)

Trenerskie
- Wicemistrz Włoch (2016 jako asystent trenera)

## Odznaczenia
- Krzyż Komandorski Orderu „Za Zasługi dla Litwy” – 2003[7]